# C'est la vie (album Martin Solveig)
C'est la vie è il terzo album del disc jockey francese Martin Solveig, pubblicato il 2 giugno 2008 dall'etichetta discografica U.L.M.
Dall'album sono stati estratti i singoli C'est la vie, I Want You, One 2.3 Four e Boys & Girls. Il disco è stato ristampato il 27 ottobre 2008 dalla Universal. È uscito anche in versione remix.
Interamente scritto e prodotto da Martin Solveig, con la collaborazione di Michaël Tordjman in Beauty False e Some Other Time, è stato inciso con la collaborazione vocale di altri artisti come Lee Fields e Stephy Haïk.

## Tracce
Testi e musiche di Martin Solveig, eccetto dove indicato.
1. C'est la vie – 3:23
2. I Want You (feat. Lee Fields) – 4:25
3. Butterfly (feat. Stephy Haïk) – 5:04
4. Beauty False – 4:10 (Martin Solveig, Michaël Tordjman)
5. Poptimistic – 1:19
6. One 2.3 Four (feat. Chakib Chambi) – 4:00
7. Touch Me (feat. Stephy Haïk) – 5:23
8. Bottom Line – 4:05
9. Give It to Me – 5:12
10. Superficial (feat. Lee Fields) – 4:00
11. Some Other Time (feat. Jay Sebag) – 5:04 (Martin Solveig, Michaël Tordjman)

Edizione definitiva - Disco 1
Testi e musiche di Martin Solveig, eccetto dove indicato.
1. Boys & Girls (feat. Dragonette) – 3:44
2. C'est la vie – 3:23
3. I Want You (feat. Lee Fields) – 4:25
4. Butterfly (feat. Stephy Haïk) – 5:04
5. Beauty False – 4:10 (Martin Solveig, Michaël Tordjman)
6. Poptimistic – 1:19
7. One 2.3 Four (feat. Chakib Chambi) – 4:00
8. Touch Me (feat. Stephy Haïk) – 5:23
9. Bottom Line – 4:05
10. Give It to Me – 5:12
11. Superficial (feat. Lee Fields) – 4:00
12. Some Other Time (feat. Jay Sebag) – 5:04 (Martin Solveig, Michaël Tordjman)

Disco 2
Testi e musiche di Martin Solveig.
1. Intro – 1:30
2. One 2.3 Four (Deepside Deejays Remix) – 3:31
3. One 2.3 Four (Popof Remix) – 1:43
4. Boys & Girls (MS Extended / Les Petits Pilous Remi) – 3:44
5. C'est la vie (Fedde Vs. Martin Club Mix) – 2:29
6. C'est la vie (The Bloody Beetroots Remix) – 4:28
7. I Want You (Mowglimix / Tepr Remix) – 4:18
8. I Want You (Laidback Luke Instrumental) – 3:24
9. Boys & Girls (Bart B More Dans Tes Rave Remix) – 5:00
10. Poptimistic (Bingo Players Vox) – 2:44
11. Give It to Me (Kolombo & Compuphonic Mix - MS Edit) – 4:29
12. Give It to Me (Tiger Stripes Remix) – 2:52
13. One 2.3 Four (Mason's Dark Disco Mix) – 3:46
14. Touch Me (John Paradox Running Dub) – 4:48
15. Touch Me (Mark Mendes Remix) – 5:15
16. One 2.3 Four (Felix Da Housecat's Atl Sia Rude Retro Mix) – 5:17

## Classifiche

### Classifiche settimanali
| Classifica (2008) | Posizione massima |
| ----------------- | ----------------- |
| Belgio (Fiandre)  | 99                |
| Belgio (Vallonia) | 23                |
| Francia           | 16                |
| Svizzera          | 59                |

### Classifiche di fine anno
| Classifica (2008) | Posizione |
| ----------------- | --------- |
| Francia           | 182       |